# Nardi (azienda)
Il Gruppo Nardi, fondato da Francesco Nardi nel 1895, è uno dei più importanti produttori di macchine agricole italiani distribuito oggi in oltre 100 Paesi del mondo.
Ha sede a Selci Lama in provincia di Perugia ed è specializzato nella produzione di aratri di cui può vantarsi di aver costruito l'esemplare più grande.
L’azienda si sviluppa fino a raggiungere dimensioni molto elevate periodo tra le due guerre mondiali(1800 dipendenti e due terzi delle esportazioni italiane di macchine agricole). 
Inizia poi una lenta ma continua perdita di quote di mercato finché la famiglia alla fine del 2017 ne decide la cessione a un fondo alla Xeta investiments LIMITED di Roberto Pucciano.
Successivamente alla cessione, si apre un periodo di forte conflittualità tra la nuova proprietà dell’azienda (determinata a un drastico ridimensionamento del personale) e le organizzazioni sindacali, che porta a 23 giorni consecutivi di sciopero con i picchetti e il blocco delle merci in entrata e in uscita. 
A inizio 2018 il deposito di una istanza di concordato da parte della nuova proprietà determina la cessazione dei conflitti sindacali e la graduale ripartenza dell’attività lavorativa. 
L’azienda, dopo aver siglato con i sindacati un accordo per il licenziamento della metà dei 90 lavoratori rimasti in forza, si riprende anche grazie all’acquisizione di un importante commessa in Eritrea che permette di tornare ai livelli di attività pre crisi. 
i licenziamenti vengono tutti revocati da parte dell'azienda, comunicandolo alle organizzazioni sindacali sorprese e soddisfatte per un esito inaspettato del processo di riorganizzazione aziendale.
Il processo di risanamento industriale continua e dopo anni di perdita il 2019 si chiude con il miglior risultato economico della storia recente della Nardi.
La Nardi, ancora in concordato, ritornava all’utile di bilancio, dopo che l’ultimo utile, al netto di componenti straordinari positivi, risaliva al lontano 1999. 
Nel 2020 l’azienda ottiene l’omologa del concordato con il voto favorevole di quasi la totalità dei creditori e raggiunge nuovamente un utile molto elevato, nonostante gli effetti negativi della pandemia, che avevano fortemente ridotto i volumi di attività della prima parte dell’anno.
Nel 2022 vengono pubblicati gli ultimi aggiornamenti di bilancio, che evidenziano tre anni consecutivi di utili e un portafoglio di ordini per il 2023 superiore a tutti gli anni precedenti, marcando quindi la ripresa del gruppo e l'intenzione di aumentare l'organico e le aeree di vendita.
Nel 2023 il gruppo continua con un ottimo tasso di crescita e risultati che portano un'ottima ottica di crescita.
Il fatturato per l'anno 2023 si attesta a quasi il doppio dell'anno successivo all'acquisizione della nuova proprietà; viene inoltre ufficializzata l'acquisizione di Zilli SRL ampliando sia l'organico che l'offerta di vendita.